# Beukentandvlinder
De beukentandvlinder (Drymonia obliterata, syn. D. melagona) is een nachtvlinder uit de familie Notodontidae, de tandvlinders.

## Beschrijving
De voorvleugellengte bedraagt tussen de 16 en 18 millimeter bij het mannetjes, en tussen 17 en 19 millimeter bij het vrouwtje. De grondkleur van de voorvleugel is grijsbruin. Over de voorvleugel loopt een donkerbruine middenband, soms vaag, die aan de binnenkant begrensd wordt door de binnenste dwarslijn. De binnenste en buitenste dwarslijnen zijn sterk getand en wit afgezet. Aan de buitenrand tussen de buitenste dwarslijn en de vleugelpunt bevindt zich een driehoekige bruine vlek, een opvallend en doorslaggevend determinatiekenmerk.

## Waardplanten
De beukentandvlinder gebruikt beuk, eik en berk als waardplanten. De soort heeft bos als habitat.

## Voorkomen
De soort komt verspreid over Europa, Klein-Azië en de Kaukasus. Hij overwintert als pop in de grond.

### Nederland en België
De beukenndvlinder is in Nederland en België een zeer zeldzame soort. In Nederland zijn er slechts enkele meldingen uit Zuid-Limburg. De vlinder kent één of twee jaarlijkse generaties die vliegen van eind mei tot in september.